# اوپووو
اوپووو (به صربی: Opovo) یک شهر و منطقهٔ شهری در صربستان است که در ناحیه بانات جنوبی در استان خودمختار وویوودینا واقع شده‌است. شهر اوپووو ۴٬۵۴۶ نفر و منطقهٔ شهری آن ۱۰٬۴۷۵ نفر جمعیت دارد و ۶۷ متر بالاتر از سطح دریا واقع شده‌است. ۸۶ درصد ساکنان آن صرب هستند و باقی کرووات، یوگوسلاو، و کولی اند.